# 辻村麻乃
辻村 麻乃（つじむら まの、1964年12月22日 - ）は、東京都港区出身の俳人。

## 来歴
衆議院議長の岡田忠彦は曽祖父、詩人の岡田隆彦は父。大野林火に師事をしていた祖母、笹尾操に中学生の頃に俳句の手解きを受けるものの暫く離れ、1994年に母である岡田史乃の「篠（すず）」に入会する。そののち、岩淵喜代子の「ににん」の創刊と同時に同人となる。永田満徳や五島高資の超結社句会「俳句大学」にも参加。
2016年より宇都宮市の蓮の俳句大会選者を務める。
「篠」主宰。俳人協会幹事。埼玉県支部事務局、世話人。日本文藝家協会会員、「俳句大学」講師。現代俳句協会 日本文藝家協会会員全国俳誌協会会員
2006年に第1句集『プールの底』（角川書店）を、2018年に第2句集『るん』（俳句アトラス  ）を出版。第2句集『るん』により第15回日本詩歌句大賞2019年7月30日。特別賞を受賞。